# Конкордія (футбольний клуб, Загреб)
Хорватський спортивний клуб «Конкордія» Загреб (хорв. Hrvatski športski klub Concordia Zagreb) — колишній хорватський футбольний клуб із Загреба, що існував у 1906—1945 роках. Виступав у Чемпіонаті Югославії. Домашні матчі приймав на стадіоні «Краньчевічева», місткістю 12 000 глядачів.

## Досягнення
- Чемпіонат Югославії
  - Чемпіон: 1930, 1932
  - Віце-чемпіон: 1931, 1942
- Кубок Югославії
  - Фіналіст: 1923
- Чемпіонат Хорватії і Славонії
  - Віце-чемпіон: 1912—13
- Перша ліга Хорватії
  - Чемпіон: 1942
- Кубок Хорватії
  - Володар: 1941.